# ورزشگاه میکا
ورزشگاه میکا (ارمنی: Միկա Մարզադաշտ) ورزشگاه فوتبال در ایروان، ارمنستان و ورزشگاه خانگی باشگاه فوتبال میکا و تیم ملی فوتبال بانوان ارمنستان است.
این ورزشگاه که در سال ۲۰۰۶–۲۰۰۷ میلادی ساخته شد و در سال ۲۰۰۸ میلادی افتتاح شده است و ظرفیت آن ۷٬۲۵۰ نفر است.

## نگارخانه

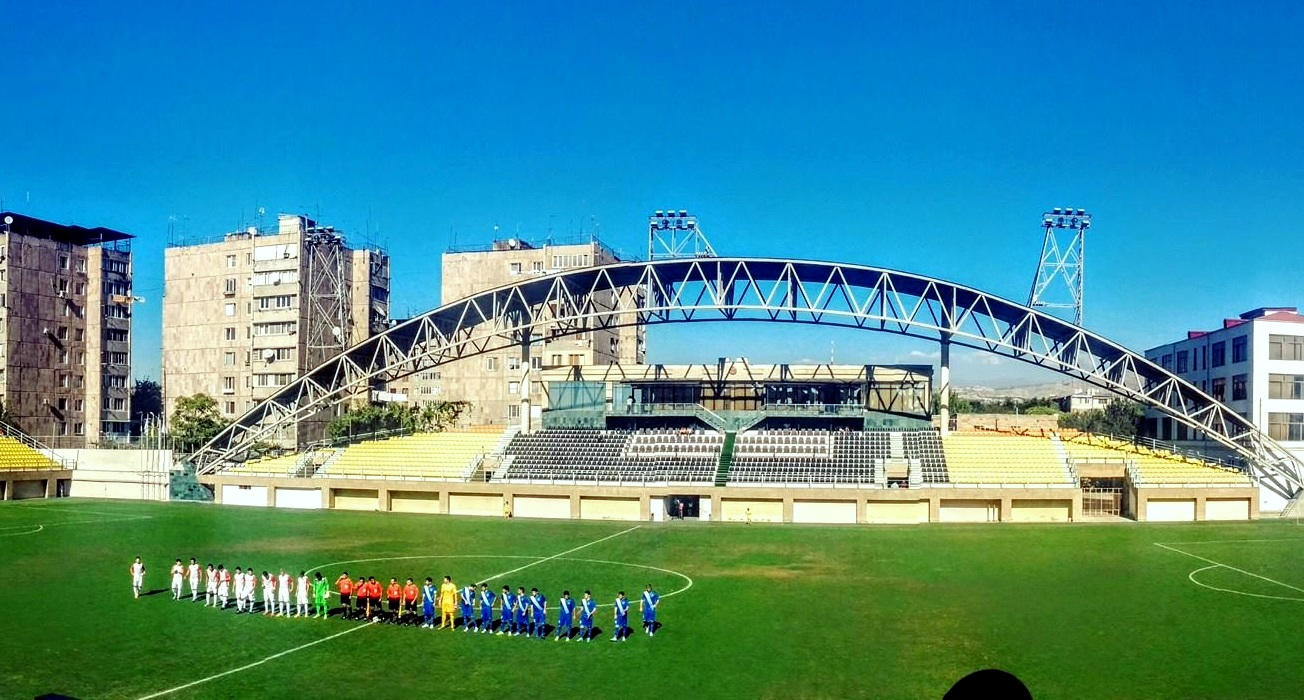
جایگاه اصلی
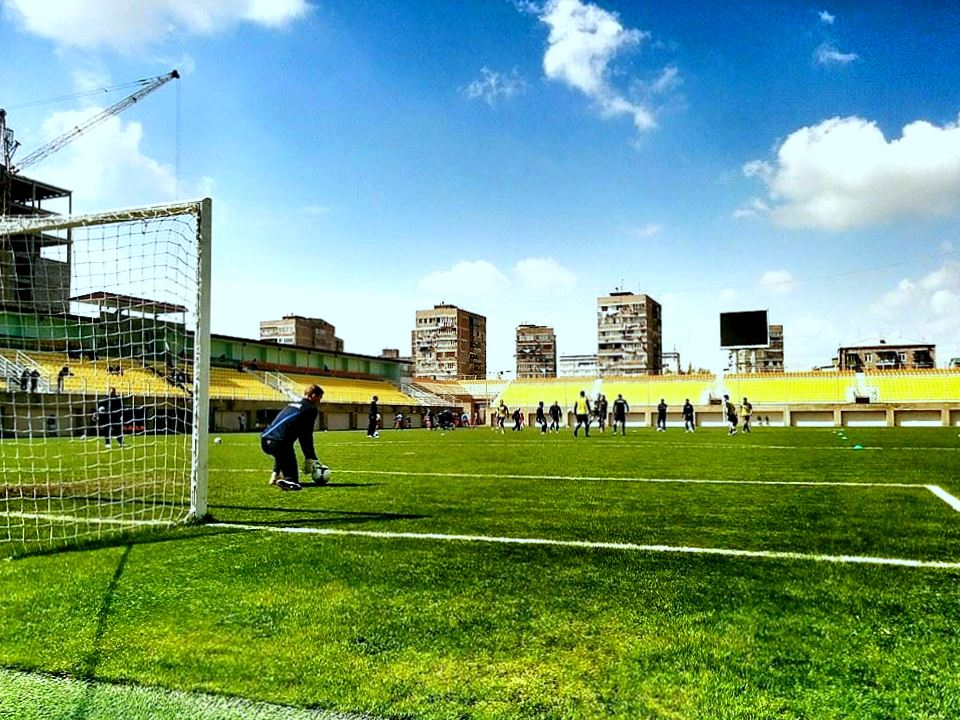
نمای کلی
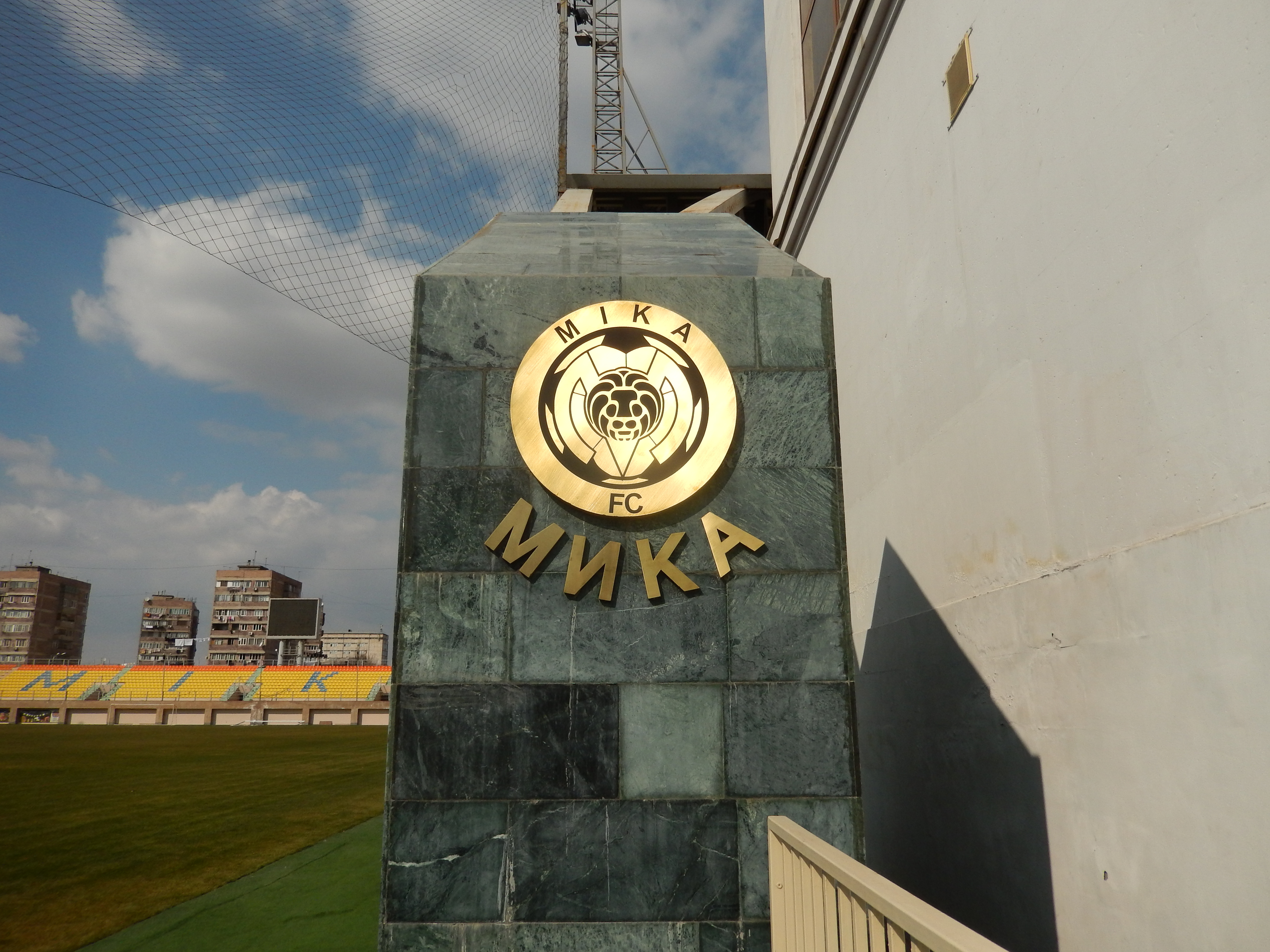
لوگوی باشگاه میکا در جایگاه اصلی